# Ana Alcolea
Ana Alcolea Serrano (Zaragoza, Aragón; 1 de marzo de 1962) es una escritora española especializada en literatura infantil y juvenil, ganadora de varios premios.

## Trayectoria
Nació en Zaragoza el 3 de marzo de 1962. Se licenció en Filología Hispánica y se diplomó en Filología Inglesa. Desde 1986 es profesora de instituto de Lengua y escritora.
En 2001 publicó su primer libro para jóvenes, El medallón perdido, inspirado por la muerte de un primo en un accidente de avioneta en África. Después llegaron El retrato de Carlota (2003), Donde aprenden a volar las gaviotas (2007) y El bosque de los árboles muertos (2010), y un libro para adultos: Bajo el león de San Marcos (2009). Ha publicado también ediciones didácticas de obras de teatro y numerosos artículos sobre la enseñanza de Lengua.
Casada con un profesor noruego, suele pasar dos meses en Trondheim, cuyo faro le inspiró La noche más oscura, titulado así porque según palabras de la autora es un homenaje a san Juan de la Cruz.

## Libros
- 2001 El medallón perdido
- 2003 El retrato de Carlota
- 2007 Donde aprenden a volar las gaviotas
- 2009 Bajo el león de San Marcos
- 2009 Cuentos de la abuela Amelia
- 2010 El bosque de los árboles muertos
- 2010 La sonrisa perdida de Paolo Malatesta
- 2012 La noche más oscura
- 2012 Napoleón puede esperar
- 2014 El vuelo de las luciérnagas
- 2014 El secreto del galeón
- 2015 Castillos en el aire
- 2016 El abrazo del árbol
- 2016 El secreto del espejo
- 2017 El secreto de la esfinge
- 2018 Aurora o nunca
- 2018 El maravilloso mundo de la ópera
- 2018 El viaje de las estrellas doradas
- 2019 El abrazo de la sirena.
- 2019  El secreto del colibrí dorado
- 2020 El abrazo de la sirena
- 2020 El brindis de Margarita
- 2021 Aurora y en la hora
- 2022 Las chicas de la 305

## Obras colectivas
- 2019 Aurora o nunca
- 2019  21 relatos contra el acoso escolar
- 2021 Aurora y en la hora

## Premios
- 2012: Ganó el VIII Premio Anaya por el libro La noche más oscura[3] que recibió además el White Ravens en 2012 y Premio CCEI en 2012.
- En 2016 recibió el Premio Cervantes Chico otorgado por el Ayuntamiento de Alcalá de Henares a su trayectoria.[4]
- En 2018 se aventuró en el mundo de la ópera acercándolo al público juvenil con El maravilloso mundo de la ópera.[5]
- En junio de 2020 ha sido galardonada con el Premio de las Letras Aragonesas 2019.[6]

## Reconocimiento
El 26 de abril de 2019, en solemne acto académico, recibió el galardón de Alumna Distinguida de la Facultad de Filosofía y Letras de la Universidad de Zaragoza (su alma mater) en el Paraninfo de dicha Universidad

## Enlaces
- Ana Alcolea en Anaya Infantil y Juvenil

- Datos: Q62666666